# ماكس بارسكي
ماكس بارسكي (مواليد 8 مارس 1990) هو مغني وكاتب أغاني أوكراني، أشتهر في عام 2008 بعد مشاركاته في برنامج مسابقات محلي وأصدر حتى الأن 6 ألبومات.